# Peanut Butter Jelly
Peanut Butter Jelly ist ein House-Track des Stockholmer Electro-Duos Galantis. Es wurde am 20. April 2015 als vierte Single ihres Debütalbums Pharmacy veröffentlicht. Es ist angelehnt und gesamplet von der 1974 veröffentlichten Single "Kiss My Love Goodbye" von Bettye Swann. Am Gesang fungiert neben den Galantis-Mitgliedern die Dragonette-Frontfrau Martina Sorbara.

## Titellisten
| Nr. | Titel               | Länge |
| --- | ------------------- | ----- |
| 1.  | Peanut Butter Jelly | 3:23  |

| Nr. | Titel                                       | Länge |
| --- | ------------------------------------------- | ----- |
| 1.  | Peanut Butter Jelly (Jacques Lu Cont Remix) | 4:47  |
| 2.  | Peanut Butter Jelly (GTA Remix)             | 5:10  |
| 3.  | Peanut Butter Jelly (Moska Remix)           | 5:06  |
| 4.  | Peanut Butter Jelly (Genairo Nvilla Remix)  | 4:53  |

## Musikvideo
Das Musikvideo, das unter der Regie von Dano Cerny gedreht wurde, wurde am 26. Juli 2015 auf YouTube hochgeladen und hat seitdem über 141 Millionen Klicks gesammelt (Stand Dezember 2024). Das Video zeigt zwei Männer mit schwarzer Kleidung und Masken, die in einen Supermarkt gehen, als das Lied über die Lautsprecher ertönt. Die gelangweilten Kunden und Angestellten beginnen, sowohl Kleidung als auch Verhalten zu ändern, werfen ihre alltägliche Kleidung für festliche Bekleidung weg. Sie alle beginnen voller Freude zu tanzen, während jemand eine mit Geld gefüllte Piñata schlägt und Geldscheine herumfliegen. Das Video endet, als die beiden Männer den Markt verlassen, während die Kunden und Angestellten noch immer feiern.

## Kommerzieller Erfolg

### Chartplatzierungen
| ChartsChartplatzierungen     | Höchstplatzierung | Wochen |
| ---------------------------- | ----------------- | ------ |
| Deutschland (GfK)            | 76 (16 Wo.)       | 16     |
| Österreich (Ö3)              | 70 (1 Wo.)        | 1      |
| Schweden (GLF)               | 17 (27 Wo.)       | 27     |
| Vereinigtes Königreich (OCC) | 8 (30 Wo.)        | 30     |

| ChartsJahrescharts (2015)    | Platzierung |
| ---------------------------- | ----------- |
| Schweden (GLF)               | 82          |
| Vereinigtes Königreich (OCC) | 64          |

### Auszeichnungen für Musikverkäufe
| Land/Region                  | Auszeichnungen für Musikverkäufe (Land/Region, Auszeichnung, Verkäufe) | Verkäufe  |
| ---------------------------- | ---------------------------------------------------------------------- | --------- |
| Australien (ARIA)            | 3× Platin                                                              | 210.000   |
| Kanada (MC)                  | Platin                                                                 | 80.000    |
| Neuseeland (RMNZ)            | Platin                                                                 | 15.000    |
| Norwegen (IFPI)              | Platin                                                                 | 40.000    |
| Polen (ZPAV)                 | Platin                                                                 | 20.000    |
| Schweden (IFPI)              | Gold                                                                   | 20.000    |
| Vereinigte Staaten (RIAA)    | Platin                                                                 | 1.000.000 |
| Vereinigtes Königreich (BPI) | Platin                                                                 | 600.000   |
| Insgesamt                    | 1× Gold · 9× Platin ·                                                  | 1.985.000 |

## Verwendung
Die deutsche Dating-Show Take Me Out (englisch „führ’ mich aus“) mit Ralf Schmitz verwendet die Melodie seit Januar 2017 als Titelmusik.